# Ecodonia
Ecodonia là một chi bướm đêm thuộc họ Geometridae.